# Fatherfucker
 (février 2023).
Si vous disposez d'ouvrages ou d'articles de référence ou si vous connaissez des sites web de qualité traitant du thème abordé ici, merci de compléter l'article en donnant les références utiles à sa vérifiabilité et en les liant à la section « Notes et références ».
Albums de Peaches
The Teaches of Peaches Impeach My Bush
Fatherfucker est le troisième album de la chanteuse Peaches, sorti en 2003.

## Liste des titres
Les douze pistes de cet album sont :
1. I Don't Give A Fuck - 1:20
2. I'm The Kinda - 3:30
3. I U She - 2:45
4. Kick It (ft. Iggy Pop) - 2:30
5. Operate - 03:28
6. Tombstone, Baby - 03:08
7. Shake Yer Dix (ft. Mignon) - 03:32
8. Rock 'N' Roll (ft. Feedom) - 04:12
9. Stuff Me Up (ft. Taylor Savvy) - 03:12
10. Back It Up, Boys - 03:59
11. The Inch - 03:20
12. Bag It - 03:01